# Santiago de la Requejada
Santiago de la Requejada (en senabrés Santiagu) es una localidad española del municipio de Rosinos de la Requejada, en la provincia de Zamora, y la comunidad autónoma de Castilla y León.

## Geografía
Santiago se sitúa al noroeste de la provincia de Zamora, en la comarca de Sanabria y dentro de ella en el valle, o subcomarca, de La Requejada. Su fisonomía responde a la del típico pueblo de la montaña sanabresa, con una altitud media que rebasa los 1200 m.

## Historia
En la Edad de Hierro existieron dos importantes castros documentados en el entorno de la localidad: el del Cerro de Peña Castriello (compartido con Doney) y el de Valleciudad.
Posteriormente, durante la Edad Media, Santiago de la Requejada quedó integrado en el Reino de León, cuyos monarcas habrían acometido la repoblación de la localidad dentro del proceso repoblador llevado a cabo en Sanabria.
En la Edad Moderna, Santiago de la Requejada fue una de las localidades que se integraron en la provincia de las Tierras del Conde de Benavente y dentro de esta en la receptoría de Sanabria. No obstante, al reestructurarse las provincias y crearse las actuales en 1833, la localidad pasó a formar parte de la provincia de Zamora, dentro de la Región Leonesa, quedando integrado en 1834 en el partido judicial de Puebla de Sanabria.
Finalmente, en torno a 1850, el antiguo municipio de Santiago de la Requejada se integró en el de Rosinos de la Requejada.

### Santiago en elDiccionario geográfico-estadístico-histórico de España y sus posesiones de Ultramar
SANTIAGO DE LA REQUEJADA: lugar en la provincia de Zamora, partido judicial de la Puebla de Sanabria, diócesis de Astorga, audiencia territorial y capitania general de Valladolid, ayuntamiento de Rosinos de la Requejada; SITUADO en la falda de un cerro; su CLIMA es templado, sus enfermedades mas comunes las tercianas. Tiene 23 CASAS; iglesia (Santiago), anejo de Rosinos, servida por un coadjutor y buenas aguas potables. Confina con la matriz y otros pueblos del ayuntamiento. El TERRENO es desigual y en parte de regadío. Los CAMINOS dirigen á los pueblos limítrofes; recibe la CORRESPONDENCIA de la Puebla; PRODUCTOS: centeno, lino y pastos; cria ganados y caza de varios animales. INDUSTRIA: telares de lienzos y estameñas. POBLACION: 17 vecinos, 69 almas.CAPITAL PRODUCTOS: 44,359 reales. IMPONIBLE: 4,411 CONTRIBUCION 2,258 reales 28 marevedíes.

## Patrimonio
De su arquitectura tradicional destaca su antigua iglesia, de gran valor artístico, y una pequeña ermita.

## Fiestas
La festividad principal es el Santiago Apóstol, el 25 de julio.